# Ingrid Palm (textilkonstnär)
Ingrid Palm, född Andersson 7 juni 1942, är en svensk textilkonstnär.
1965 tog Palm examen från Konstfacks textillinje. Därefter flyttade hon till Östergötland, där hon under några år arbetade halvtid med att ta fram broderimönster på Östergötlands läns hemslöjdsförening. Hon tog fram broderimönster för Östergötlands hemslöjd mellan 1965 och 1970. Därefter fortsatte hon att ta fram broderimönster på frilansbasis, verksam i Halmstad.